# Murter
Murter je sjevernodalmatinski otok površine 17,58 km2 u  Šibensko-kninskoj županiji. 

## Opis
Naselja na otoku su Betina, Tisno, Jezera i Murter koji je najveće i najstarije mjesto na otoku, a s kopnom je spojen kratkim mostom u mjestu Tisno. Otok Murter danas je značajna turistička destinacija s brojnim kulturno-povijesnim znamenitostima, prirodnim plažama i nenaseljenim otocima u neposrednoj blizini.

## Povijest
Otok su naseljavali Iliri jos u pretpovijesno doba. Prvi put ga spominje grčki prirodoznanstvenik Ptolomej pod imenom Scardon. Povijesni kontinuitet održan je i kroz vremena vladavine Rima o čemu svjedoče ostaci rimskog naselja Colentum, brojne ruševine rimskih ljetnikovaca, freske i mozaici razasuti po kopnu i moru. Ostatke antičkoga grada Colentuma danas je velikim dijelom pokrilo more, leže u podnožju brda Gradine, na sjevernoj strani uvale Hramine. Colentum je doživio procvat najvjerojatnije u vrijeme vladavine rimskih careva Nerona (37. – 68.) i Vespazijana (9. – 79.) čiji je novac pronađen tijekom prvih arheoloških istraživanje provedenih od 1907. do 1909. g. Pretpostavlja se da su Colentum početkom 2. stoljeća srušili i opljačkali gusari, a ima indicija da je stradao u potresu. Pretpostavlja se da je slavensko stanovništvo prilikom dolaska zateklo prazno antičko naselje i tu se naselilo.   
Pod hrvatskim imenom "Srimač" spominje se 1251. godine kada ugarsko-hrvatski kralj Bela proglašava granice Šibenske komune. U to vrijeme na otoku se nalaze samo dva naselja: Veliko Selo (Villa Magna), danas Murter i Jezera, dok Betina i Tisno nastaju u kasnijim stoljećima za vrijeme naseljavanja pred turskim provalama.
Godine 1298. Murter je imao 203 stanovnika. U Murteru i ostalim naseljima na otoku sve do XVIII. st. njegovale su se glagoljica i bosančica. Godine 1866. u Murteru osnovana je najstarija pučka knjižnica u Dalmaciji. Osnovna škola i pošta otvoreni su 1877. godine, a 1910. godine osnovana je Uljarska zadruga.
Otok Murter spominje se prvi put 1318. g. pod imenom "Insula Mortari", prema kojemu je kasnije nazvano i mjesto Murter. Od 1740. g otok se naziva Murter.

## Gospodarstvo
Veći dio otoka prekriven je stoljetnim stablima maslina i smokava što su i glavne tradicionalne kulture koje uzgaja domaće stanovništvo. Dinko Zavorović, šibenski povjesničar, zapisao je 1597. godine da je otok dobro obrađen zahvaljujući napornom radu njegovih stanovnika i da se ondje proizvodi vrhunsko vino. Osim zemljoradnje, zanimanje stanovnika bilo je brodogradnja (tradicionalni drveni brodovi su gajeta, loger, leut), ribarstvo i stočarstvo. U novije vrijeme, zbog iznimnih prirodnih potencijala pokretač gospodarskog razvoja je turizam.

## Poznate osobe
- Jerko Skračić
- Nikola Bašić, hrv. arhitekt, akademik HAZU

## Poveznice
- Latinsko idro, međunarodna jedriličarska regata u pomorju otoka Murtera

## Vanjske poveznice
|  | Zajednički poslužitelj ima još gradiva o temi Murter |

## Galerija
- Otok Murter